# Paolo Da Ros
Paolo da Ros (Belluno, 10 marzo 1937) è un ex giocatore di curling italiano di Cortina d'Ampezzo, giocatore del Curling Club 66 Cortina.
Ha fatto parte della nazionale italiana di curling, con cui ha partecipato ad un campionato mondiale di curling nel 1973 a Regina (Canada). In quell'occasione l'Italia si è classificata al nono posto.
Da Ros è diventato più volte campione d'Italia e nel 1966 è stato tra i fondatori del Curling Club 66 Cortina.